# Перуђа (округ)
Округ Перуђа (итал. Provincia di Perugia) је округ у оквиру покрајине Умбрија у средишњој Италији. Седиште округа и целе покрајине и највеће градско насеље је истоимени град Перуђа.
Површина округа је 6.334 км², а број становника 660.917 (2008. године).

## Природне одлике
Округ Перуђа се налази у средишњем делу државе и заузима северни и средишњи део Умбрије. Округ је у северном, западном и источном делу изазито планински (Апенини), док је на југу и у средини област брегова и брда између којих се пружа долина реке Тибар. Ова област је под маслињацима и виноградима.

## Становништво
По последњим проценама из 2008. године у округу Перуђа живи око 660.000 становника. Густина насељености је средња, нешто преко 100 ст/км². Међутим, она је много већа удолини реке Тибар, док је у планинским крајевима значајно мања.
Поред претежног италијанског становништва у округу живе и велики број досељеника из свих делова света.

## Општине и насеља
У округу Перуђа постоји 59 општина (итал. Comuni).
Најважније градско насеље и седиште округа је град Перуђа (165.000 ст.) у средишњем делу округа, а други по значају и величини је град Фолињо (57.000 ст.) у источном делу округа. Поред ова два града треба споменути и низ мањих градова, али значајних на пољу туризма: Ћита ди Кастело, Сполето, Губио, Асизи.